# Thomas Cooke (futbolista)
Thomas Joseph «Tom» Cooke  (Saint Louis, Missouri, 22 d'agost de 1885 - Denver, Colorado, 15 de juliol de 1964) va ser un futbolista estatunidenc que va competir a principis del segle xx. El 1904 va prendre part en els Jocs Olímpics de Saint Louis, on guanyà la medalla de bronze en la competició de futbol com a membre del St. Rose Parish. Era germà del també futbolista George Edwin Cooke, membre del mateix equip en aquests Jocs.